# Saints-Anges
Pour les articles homonymes, voir Saints-Anges (homonymie).
Saints-Anges est une municipalité dans la municipalité régionale de comté de La Nouvelle-Beauce au Québec, située dans la région administrative de Chaudière-Appalaches.

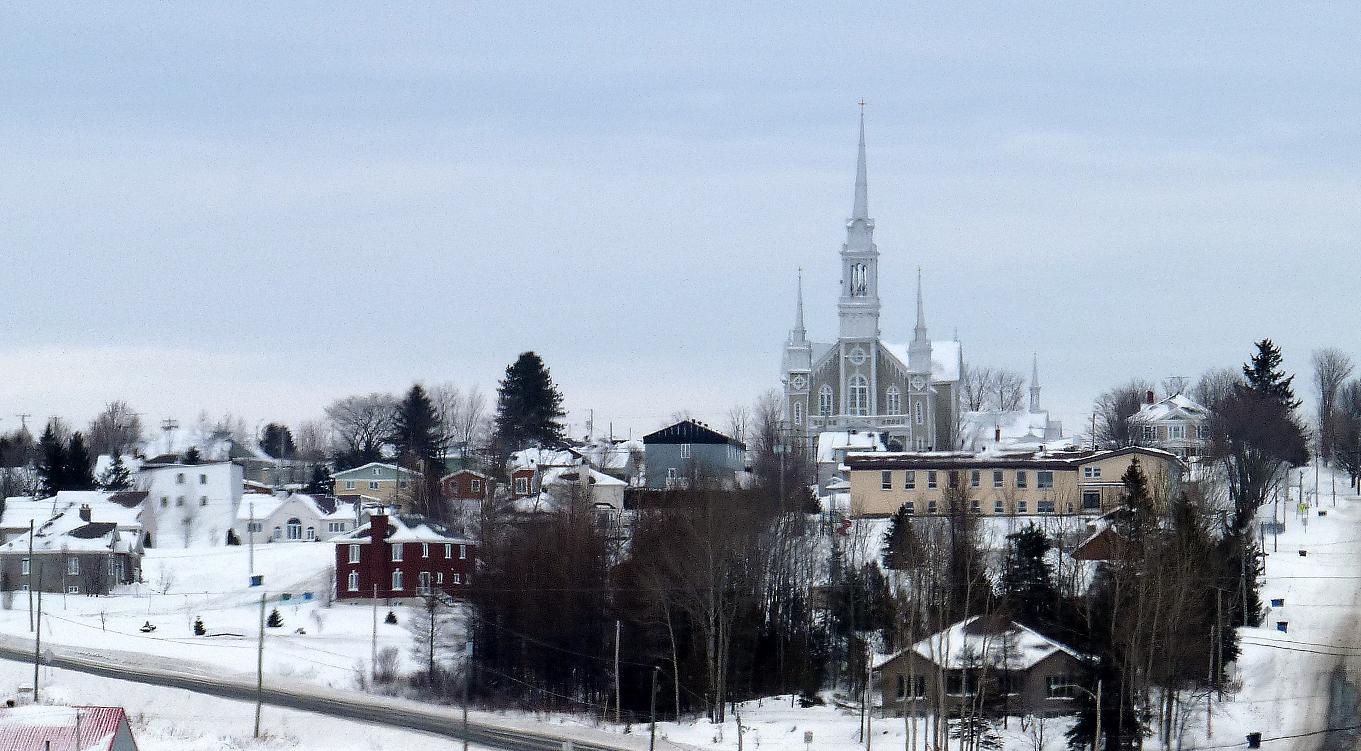
Saints-Anges

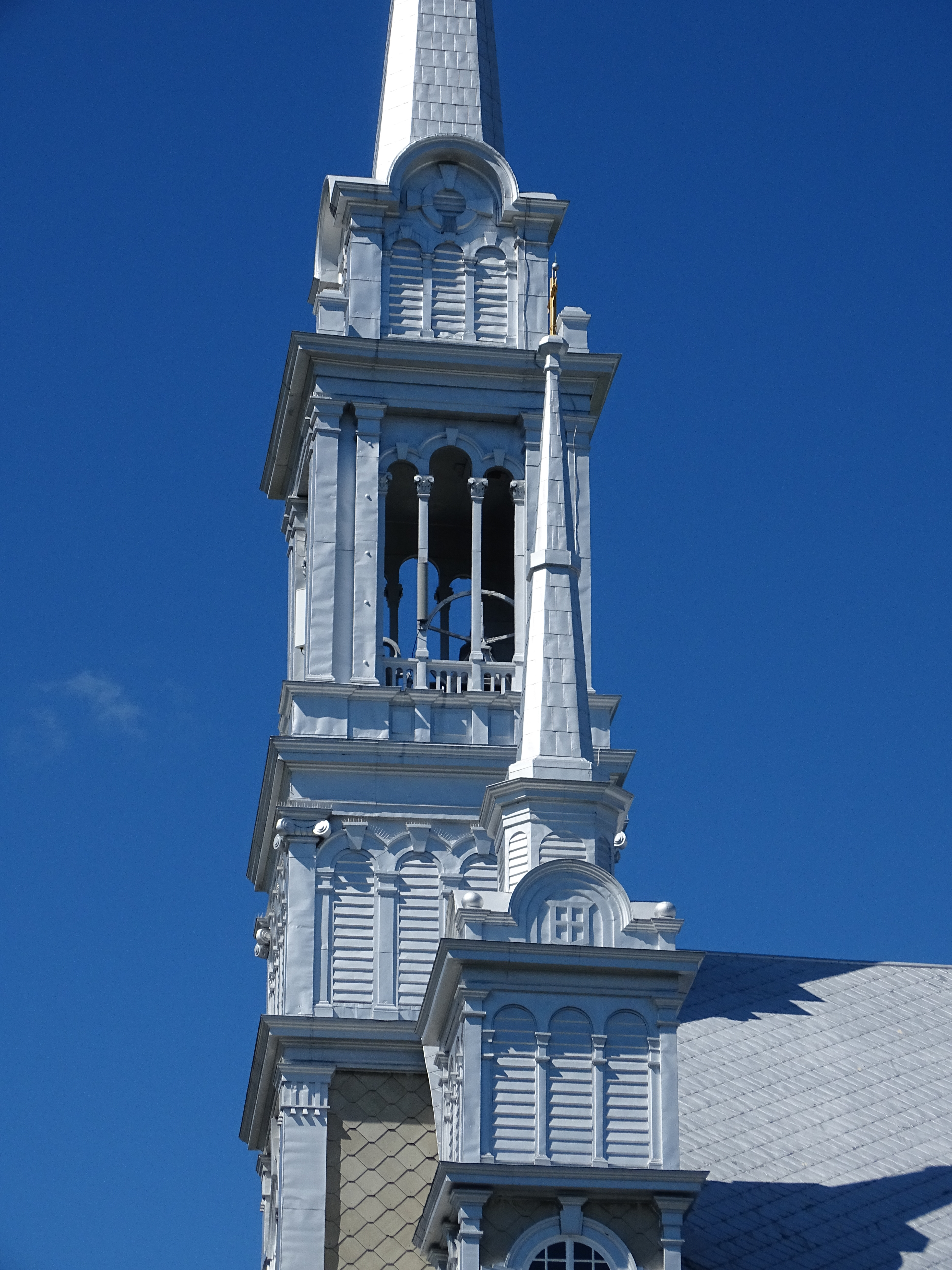
Clocher de l'église

## Toponymie
Le village est nommé en l'honneur des trois archanges : Gabriel, Raphaël et Michel.

## Histoire
Le 17 avril 2021, la municipalité change son statut de municipalité de paroisse à celui de municipalité.

### Chronologie
- 29 décembre 1880 : Érection de la paroisse de Des Saints Anges.
- 15 mars 1969 : La paroisse de Des Saints Anges devient la paroisse de Saints-Anges.
- 17 avril 2021 : La municipalité de la paroisse des Saints-Anges change son statut pour municipalité des Saints-Anges[1].

## Géographie
Saints-Anges surplombe géographiquement la paroisse de l'Enfant-Jésus (Vallée-Jonction), laquelle est bordée au Nord par la paroisse de Sainte-Marie et au Sud par la paroisse de Saint-Joseph. La disposition géographique de ces quatre toponymes réfère à la nativité du Christ. Saints-Anges est aussi surnommée " Terre de rêves", car elle est une municipalité où l'ambiance est tranquille et qu'elle est située en hauteur par rapport aux municipalités environnantes, ce qui permet la vue de plusieurs beaux paysages.

## Hydrographie
La rivière Morency traverse le sud de la municipalité de l'est vers l'ouest.
La rivière Belair traverse le nord de la municipalité de l'est vers l'ouest.
À partir de son crénon, dans le nord-ouest de la municipalité, la rivière du Domaine coule vers le nord-ouest.
La rivière Pouliot coule vers le sud-ouest et traverse la limite sud-est de la municipalité

## Démographie
| 1996 | 2001 | 2006  | 2011  | 2016  | 2021  |
| ---- | ---- | ----- | ----- | ----- | ----- |
| 938  | 984  | 1 032 | 1 149 | 1 157 | 1 239 |

## Administration
Les élections municipales se font en bloc pour le maire et les six conseillers.
| Saints-Anges Maires depuis 2001                                                                                      |                    |         |          |
| Élection | Maire              | Qualité | Résultat |
| 2001 | Clément Drouin     |         | Voir     |
| 2005 | Rodrigue Boily     |         | Voir     |
| n/d | Jean-Marie Pouliot |         | Voir     |
| 2009 | Jean-Marie Pouliot | Voir    |          |
| 2013 | Jean-Marie Pouliot | Voir    |          |
| 2017 | Carole Santerre    |         | Voir     |
| 2021 | Carole Santerre    |         | Voir     |
| Élection partielle en italique Depuis 2005, les élections sont simultanées dans toutes les municipalités québécoises |                    |         |          |

## Personnalités nées à Saints-Anges
- Samy Paré, joueur de hockey sur glace